# Bastille Day
Bastille Day ist ein US-amerikanisch-luxemburgisch-französischer Action-Thriller aus dem Jahr 2016. Regie führte James Watkins, der zusammen mit Andrew Baldwin auch das Drehbuch schrieb. Premiere in Deutschland hatte er am 23. Juni 2016.

## Handlung
Der Amerikaner Michael Mason schlägt sich in Paris als Taschendieb durch. Eines Abends entwendet er die Tasche einer jungen Frau, in der sich eine Bombe befindet. Als diese explodiert und vier Menschen tötet, steht Michael im Mittelpunkt der Terrorfahndung. Der in Paris stationierte CIA-Agent Sean Briar spürt ihn auf, verschleppt ihn in ein Geheimgefängnis und verhört ihn. Michael demonstriert Briar seine Fingerfertigkeit und gelangt dabei auch an ein Messer, das ihm die Flucht ermöglicht.
Mit Hilfe von Michaels Aussage macht Briar Zoe ausfindig, in deren Tasche sich die Bombe befand. Zoe sagt Briar gegenüber aus, dass ihr Partner sie angestiftet und mit der Bombe ausgestattet hatte. Als sie in dessen Wohnung eintreffen, finden sie ihn tot auf, und ein Polizeiausweis entlarvt ihn als verdeckten Ermittler.
Tatsächlich steckt eine korrupte Gruppe von Polizisten hinter dem Bombenattentat, dem sie eine aufwieglerische Internet-Kampagne folgen lassen, mit der die Täter Massendemonstrationen provozieren. Dieses allgemeine Chaos dient jedoch keinen terroristischen Zwecken, sondern als Ablenkung von einem Einbruch in die Nationalbank. Mit Hilfe von Michael und Zoe kann Briar letztlich verhindern, dass die Diebe mit ihrer Beute entkommen.

## Produktion
Die Dreharbeiten fanden von Oktober bis Dezember 2014 in Paris statt.
Der Film hätte im Februar (UK) bzw. März (D) 2016 in die Kinos kommen sollen; wegen der Terroranschläge am 13. November 2015 in Paris verschob Studiocanal den Filmstart für UK, Irland und Schweden auf April. In Frankreich ging der Film am Vorabend des namensgebenden Nationalfeiertages (14. Juli) an den Start; nach dem Anschlag in Nizza am 14. Juli 2016 zog der Verleih sofort die Filmplakate und kurz darauf auch den Film selbst aus dem Verkehr.

## Rezeption
Das Lexikon des internationalen Films meinte, Bastille Day sei ein „brillant choreografierte[r] Actionfilm, [der] das eigentliche Ziel der öffentlichen Verunsicherung lange im Dunkeln“ lasse, dafür aber „mit packenden Stunts, hoher Spannung, ungewohnten Paris-Bildern und zwei erfrischenden Darstellern“ glänze, die dem Buddy-Movie Esprit und Vitalität verleihen würden.
Martin Schwickert schrieb 2016 in der Zeit: „Der verschwörungstheoretische Plot ist alles andere als schlüssig entwickelt, die Bilder einer aufgebrachten Stadt, in der fremdenfeindliche Übergriffe und antifaschistische Demonstrationen an der Tagesordnung sind, finden jedoch durchaus einen Resonanzraum in den polarisierten, gesellschaftlichen Verhältnissen dieser Tage. Natürlich darf man diesem durch und durch konventionellen Actionfilm keine seherischen Fähigkeiten zuschreiben. Regisseur Watkins geht es nach eigenem Bekunden denn auch lediglich um gute ‚Freitagabend-Unterhaltung‘. Doch selbst diesem Anspruch wird Bastille Day jenseits der unangenehmen tagespolitischen Konnotationen nur unzureichend gerecht. Im letzten Drittel verheddert sich der Film in immer krudere Verwicklungen und nur vermeintlich überraschende Plotwendungen, die zu einem unglaubwürdigen Finale führen sollen. Immerhin: Für Fans des Genres gibt es neben der solide inszenierten Verfolgungsjagd über die Dächer der Stadt auch eine einfallsreich choreographierte Gruppenkeilerei in dem engen Laderaum eines Lieferwagens.“
Die Fernsehzeitschrift Prisma vergab 4 von 5 Sternen und urteilte: „Action, Spannung und ein Idris Elba in Höchstform - dies alles verschnürt Watkins in einem unterhaltsamen Film, der sich dazu auch noch gesellschaftlichen Reizthemen wie der Terrorgefahr oder korrupten Beamten widmet. Dabei muss man als Zuschauer schon aufpassen, da sich die Geschichte nicht nur rasant durch Paris - beziehungsweise über dessen Dächer - sondern auch durch mehrere Wendungen schlängelt. Die Charaktere bleiben bei all dem Tempo jedoch nicht auf der Strecke und haben die nötige Schärfe.“